# Stone-cum-Ebony
Stone-cum-Ebony – civil parish w Anglii, w Kent, w dystrykcie Ashford. W 2011 civil parish liczyła 460 mieszkańców.